# General Salipada K. Pendatun
General Salipada K. Pendatun (Bayan ng Gen. S. K. Pendatun) är en kommun i Filippinerna. Kommunen ligger på ön Mindanao, och tillhör provinsen Maguindanao. Folkmängden uppgår till 22 542 invånare.

## Barangayer
General Salipada K. Pendatun är indelat i 18 barangayer.
| - Badak - Bulod - Damakling - Damalusay - Kaladturan - Kulasi - Lao-lao - Lasangan - Lower Idtig | - Lumabao - Makainis - Midconding - Midpandacan - Paglat - Panosolen - Ramcor - Tonggol - Upper Idtig |